# William Wilson (cónego)
William Wilson DD (1545 – 15 de maio de 1615) foi um cónego de Windsor de 1584 a 1615 e Chanceler da Catedral de São Paulo de 1596 a 1615.

## Carreira
Ele foi educado no Merton College, Oxford e graduou-se BA em 1564, MA em 1570, BD em 1576 e DD em 1607.
Ele foi nomeado:
- Reitor de Islip, Oxford 1578
- Capelão do Arcebispo de Canterbury
- Prebendário de Rochester 1591
- Reitor de Cliffe, Kent
- Chanceler da Catedral de São Paulo, 1596 - 1615
- Prebendário de Ealdstreet em 1615 de São Paulo.

Ele foi nomeado para a terceira bancada na Capela de São Jorge, Castelo de Windsor, em 1584, e ocupou a posição canônica até 1615.